# Garbowanie

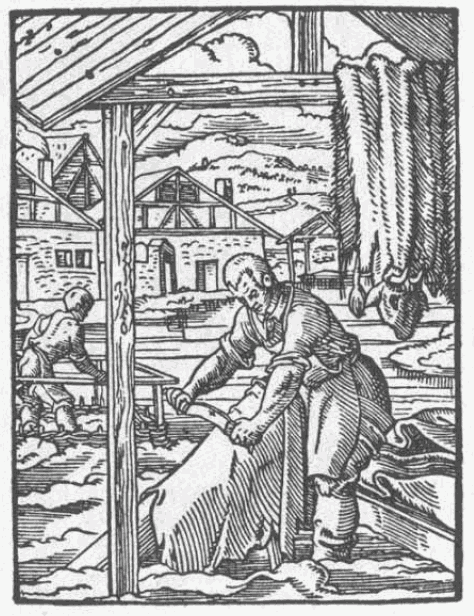
Garbowanie, grafika z XV wieku

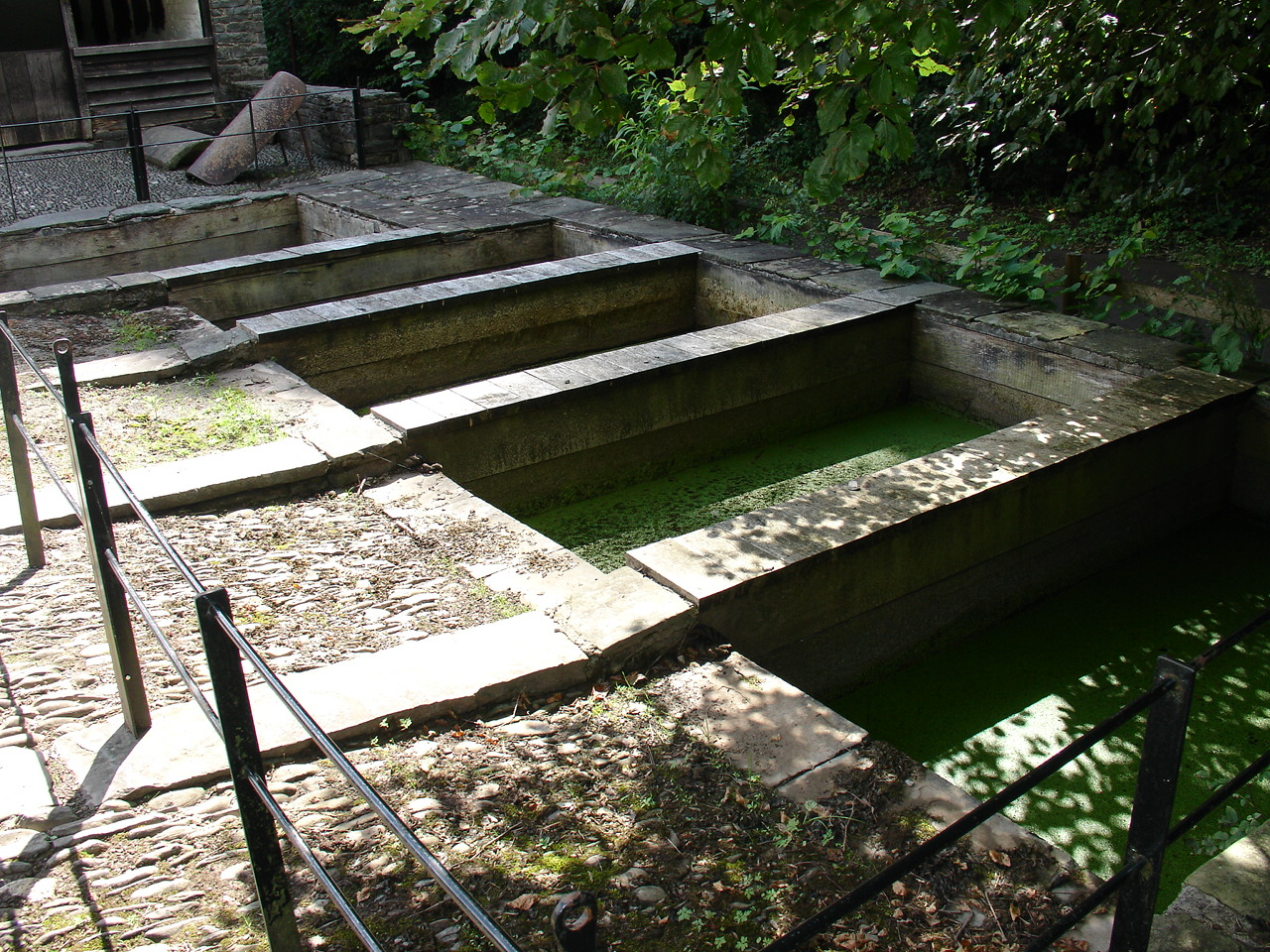
Doły używane do moczenia skóry

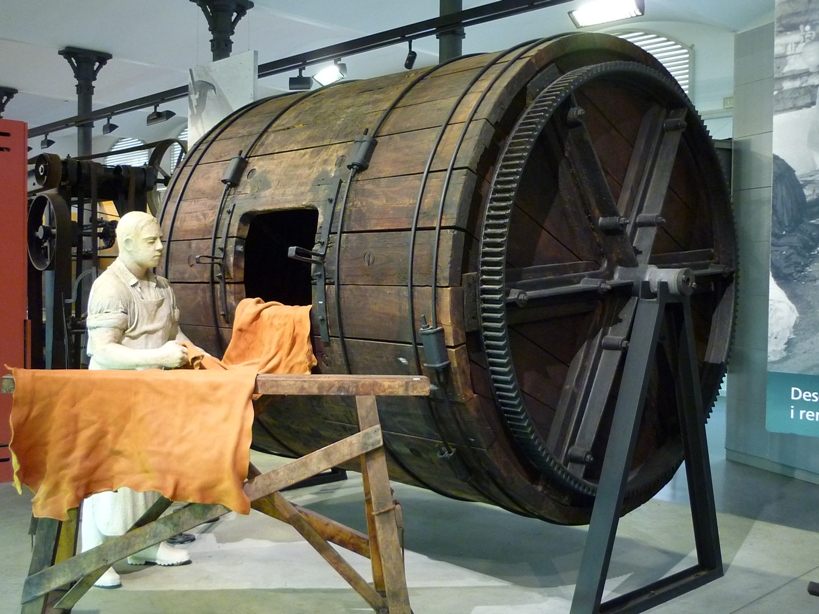
Beczka do garbowania skóry, Muzeum Skóry w Igualadzie, Hiszpania.

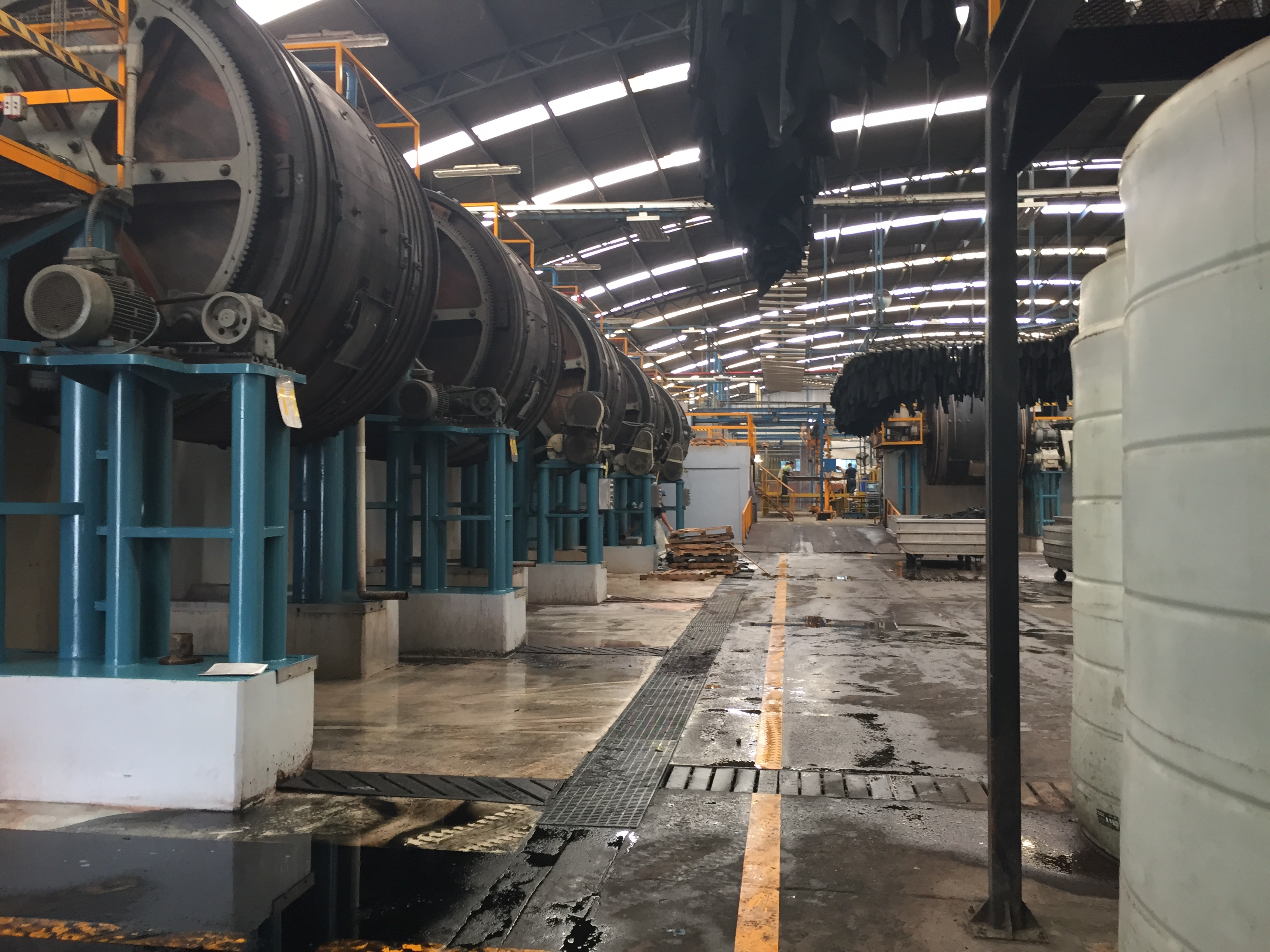
Dział barwienia skór we współczesnej garbarni w Leon, Meksyk.

Garbowanie – proces technologiczny prowadzący do przekształcenia wstępnie obrobionej skóry surowej (tzw. golizny) w skórę wyprawioną, zabezpieczający ją przed procesami gnilnymi, nadający odporność termiczną i pozbawiający cechy pęcznienia w wodzie. Skórę, która zachowała strukturę włóknistą, lecz której fizyczne i chemiczne właściwości włókien i samej tkanki skórnej uległy zasadniczym zmianom, nazywa się skórą wyprawioną. Skórę wyprawioną uzyskuje się w pierwszej kolejności przez stosowanie różnych substancji garbujących zwanych garbnikami.

## Proces garbowania
Skórę ściągniętą ze zwierzęcia rozwieszano do wyschnięcia (tylko gdy nie można było od razu przystąpić do garbowania), następnie moczono ok. 2 doby w wodzie, po czym usuwano z wewnętrznej strony skóry resztki tkanek podskórnych (tzw. mizdrowanie). Skóry płukano i rozwieszano do obcieknięcia.
Przed przystąpieniem do właściwego garbowania, ściągniętą ze zwierzęcia skórę należy poddać zabiegom wstępnym (tzw. warsztatowi mokremu), mającym na celu usunięcie włosów i rozluźnieniu tkanki skórnej. W tym celu na skórę umieszczoną w dołach wyłożonych połówkami belek i wylepionych gliną, działano substancjami o odczynie zasadowym. Najczęściej stosowano popiół drzewny lub wapno gaszone (np. w Nowym Targu odkryto dół z 2. połowy XII wieku ze skórami przemieszanymi z iłem, popiołem i wapnem).
Przed garbowaniem usuwano resztki zasad za pomocą kwasowych kąpieli z otrąb (fermentacja) oraz wytrawiano nawozem (kurzym lub gołębim). Zawarte w nim enzymy proteolityczne hydrolizowały białko skórne, zmydlały tłuszcz, usuwały wapno. Skóra po zabiegu była bardziej ciągliwa i miękka. W czasach wcześniejszych w celu usunięcia włosia stosowano tzw. pocenie skóry. Jest to metoda polegająca na celowym dopuszczeniu do zapoczątkowania procesów gnilnych, przy których następuje rozluźnienie nasady włosa i jego wychodzenie, podczas gdy włókna tkanki skórnej pozostawały jeszcze nienaruszone. Metoda ta stosowana jest do dzisiaj przy skórach zwartych (siodlarstwo, futrzarstwo). Skóra ta przy wysokiej wodoodporności jest bardzo wytrzymała na rozciąganie. Można ją zabezpieczyć metodami zarówno fizycznymi, jak i chemicznymi.
Już w neolicie garbowano skóry upolowanych zwierząt poprzez mechaniczne wgniatanie w nie tłuszczu zwierzęcego, tranu lub innych mieszanin. Podczas naciągania skóry i jednoczesnego wcierania tłuszczu, wypiera on znajdującą się w niej wodę. Opis tego procesu zachował się w Iliadzie Homera:

„Jak garbarz, namaściwszy tłuszczem skórę wołu, Każe ją mnóstwu ludzi uchwycić pospołu.
Ci, gdy równo pociągną, wraz się skóra poci, A tłustość w nią wstępuje na miejsce wilgoci”

Tak potraktowana skóra stawała się miękka, co pozwalało na jej użycie do wyrobu odzieży. Uzyskiwała także zabezpieczenie przed rozkładem i częściową wodoodporność. Metoda ta była stosowana przez tysiąclecia, wykorzystywana była też we wczesnośredniowiecznej Polsce. Indianie w celu nadania skórze pożądanych własności, wędzili ją w dymie jałowcowym. Taka metoda dawała skórę twardą i mniej podatną na przemakanie. Używano także łajna bydlęcego, papki z mózgu i popiołu.
Spośród wielu metod garbowania stosowanych w wyprawie różnych rodzajów skór, garbowanie chromowe zalicza się do najpowszechniejszych. Zmodernizowało ono dawniej stosowane przewlekłe metody wyprawy dominujące do XIX wieku. Pierwsze patenty związane z garbowaniem chromowym były ogłoszone w 1858 r. przez Friedricha Ludwiga Knappa, ale praktyczne zastosowanie tej metody w garbarstwie przypada na lata 1884–1893.
Oprócz garbników mineralnych do garbowania skór stosowano także garbniki roślinne, np. taninę uzyskiwaną z kory dębu, wierzby (do skór delikatnych) i brzozy (do jasnych skór). Garbowano w kadziach, przesypując skóry warstwami zmielonej kory (kadzie z ok. XIII wieku znaleziono w Nysie i Szczecinie). Skóry przekładano z kadzi do kadzi i moczono w brzeczkach (kąpielach garbarskich) o wzrastającym stężeniu. Garbniki roślinne dzieli się na 2 grupy: hydrolizujące i nie hydrolizujące (skondensowane).

## Nazwy geograficzne
Rzemiosło to dało nazwę między innymi ulicom Garbary w Gdańsku i Poznaniu, ze względu na liczne warsztaty garbarzy w tym rejonie w dawnych czasach, a także ulicy Garbarskiej i klubowi sportowemu Garbarnia w Krakowie, ulica Garbary i Białoskórnicza (od jednej z metod wyprawiania skór) istnieją we Wrocławiu. Istnieją też liczne miejscowości o nazwie Garbary lub pokrewnych.